# NGC 5699
NGC 5699 (ook: NGC 5706) is een elliptisch sterrenstelsel in het sterrenbeeld Ossenhoeder. Het hemelobject werd op 16 mei 1784 ontdekt door de Duits-Britse astronoom William Herschel.

## Synoniemen
- MCG 5-35-2
- ZWG 164.4
- PGC 52334